# 中华世纪坛
中华世纪坛，位于北京市海淀区复兴路甲9号，是一座日晷形的纪念性建筑。中华世纪坛是为迎接21世纪新千年而建。

## 历史
中华世纪坛坐落在长安街西延长线上，东为军事博物馆，北侧是玉渊潭公园，南与北京西站相望。建筑坐北朝南，占地4.5公顷，总建筑面积3.5万平方米，景观整体由主体结构、青铜甬道、圣火广场、世界艺术馆等部分组成。
中华世纪坛的设计与建立缘起于全国人大常委、北京市政协副主席朱相远教授在1994年提出的一个迎接新千年的创意。1998年设计方案及组委会正式成立，建筑定名为中华世纪坛，1998年11月8日动工。
中华世纪坛设中华世纪坛世界艺术馆，隶属于北京广播电视台。

## 建筑
中华世纪坛景观整体自最南端的碑石向北数起，分别是圣火广场、青铜甬道以及主体结构。

### 圣火广场
世纪坛南端入口的碑石后方即为圣火广场。圣火广场低于地面一米，中心微微隆起，置一方形圣火台。圣火台上长明不熄的一簇火焰即为取自周口店猿人遗址的“中华圣火”，寓意中华民族的文明创造永不停息。广场共由960块花岗岩铺砌而成，象征着960万平方公里的中华大地。

### 青铜甬道

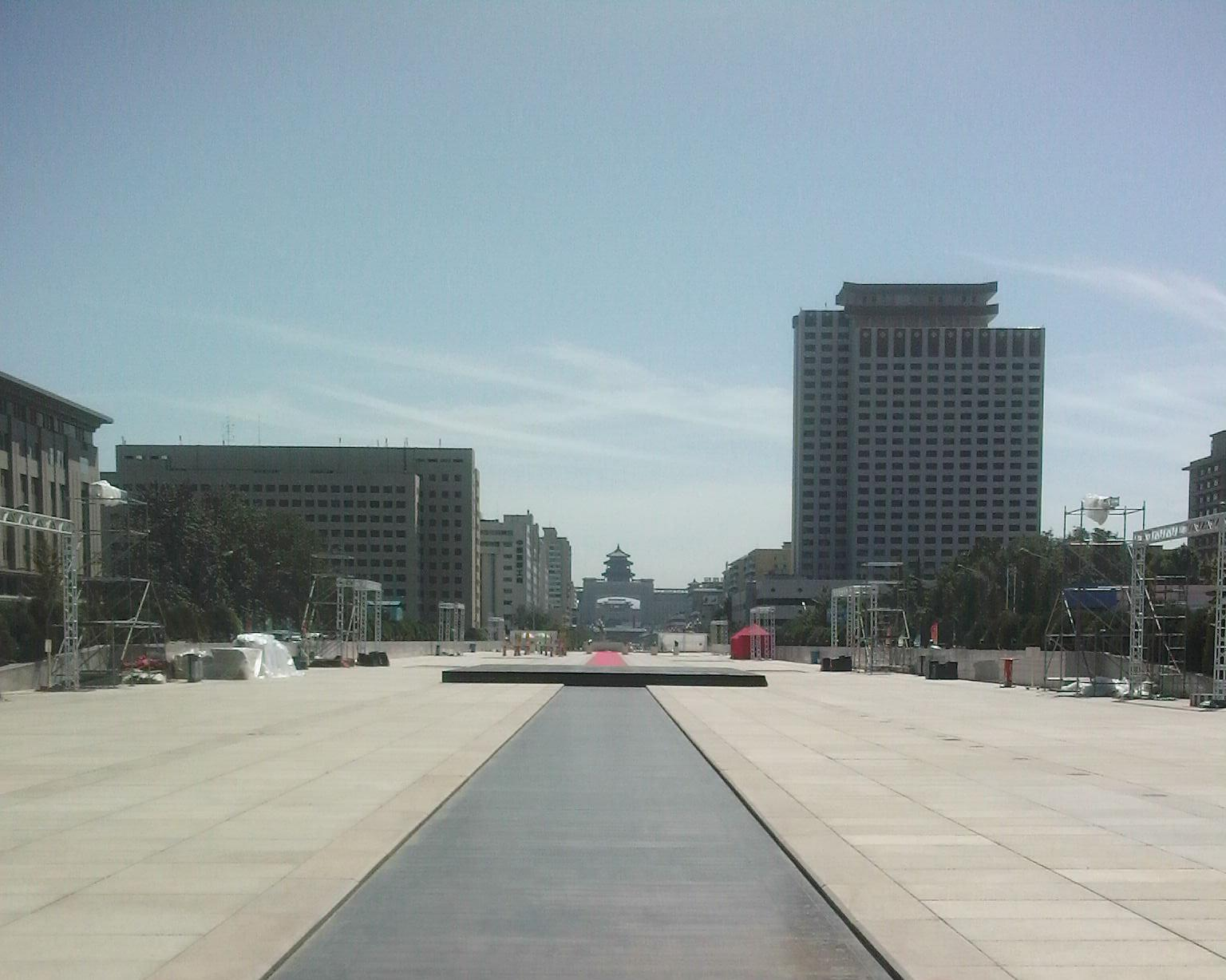
青铜甬道。远处建筑为北京西站

甬道自圣火广场起，由南向北通向世纪坛主体结构，由青铜砖铺成，宽3米，总长262米。每块青铜代表着中国历史上的每一年，上面记录着该年中国发生的大事件，共7000多条，自距今300万年前人类出现至2000年为止。

### 主体结构
中华世纪坛主体建筑由静止的回廊与可旋转的坛面组成，呈日晷状。回廊与坛面寓意着中国古老“乾坤”的哲学思想。其坛面呈19度坡形，设计重量为3200吨，每4至12小时转一圈。此巨型旋转结构的设计、制造、安装和控制技术均在世界前列，这一项目也曾获得“建筑工程鲁班奖”。但由于种种原因，平时较难见到其坛面转动时的景象。坛面设有长27米、与地面成45度角的时空探针。

### 世界艺术馆
世界艺术馆位于主体结构内部，“日晷”下方，分占一层、二层以及地下一层。艺术馆以传播世界文明、促进文化交流、普及艺术教育、服务大众需求为宗旨，是中国第一座世界艺术博物馆。艺术馆由基本陈列厅、专题陈列厅和数字艺术馆等三部分组成，展览展示面积约2万平方米。世纪大厅内有一周环形浮雕式壁画，以编年体为序展示了中华文明的历史，称为“中华千秋颂”。

## 附属建筑

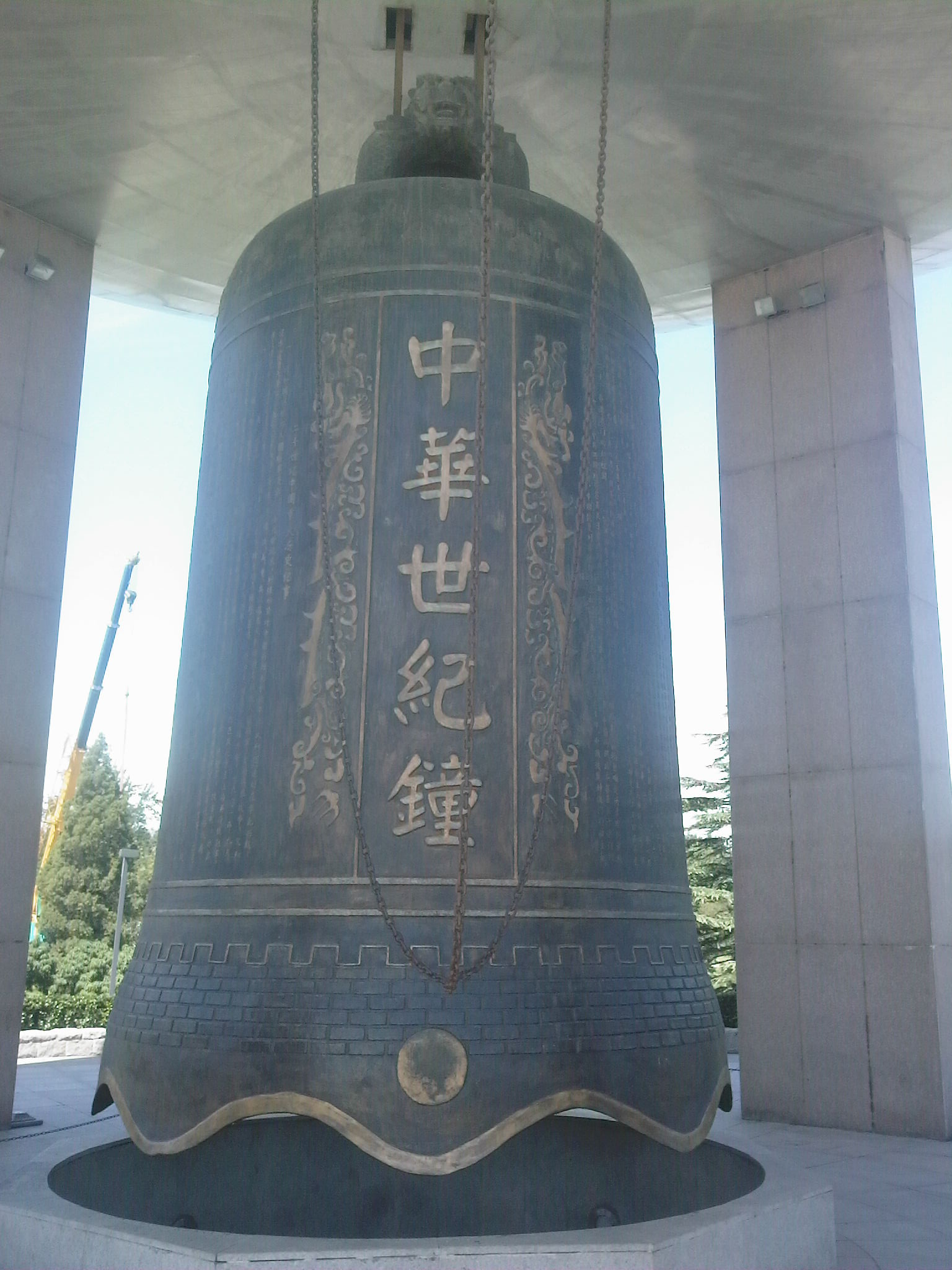
中华世纪钟近照

世纪坛主体建筑东侧为世纪钟广场，安装有中华世纪钟。大钟设计全高6.8米、下口直径3.38米、重量为50吨，钟高、口径、重量均超过现存北京大钟寺的世界钟王永乐大钟。大钟重50吨，象征铸钟时中华人民共和国的五十华诞。钟体上有56朵牡丹，象征着中国56个民族；上撰铭文，记录着20世纪中国重大历史纪事；铸着两条巨大的夔龙，象征着黄河与长江；钟底为长城图案。在节日庆典之时，世纪钟会在仪式上被敲响。
世纪坛西侧为国歌广场。